# Восточно-канадский инуитский язык

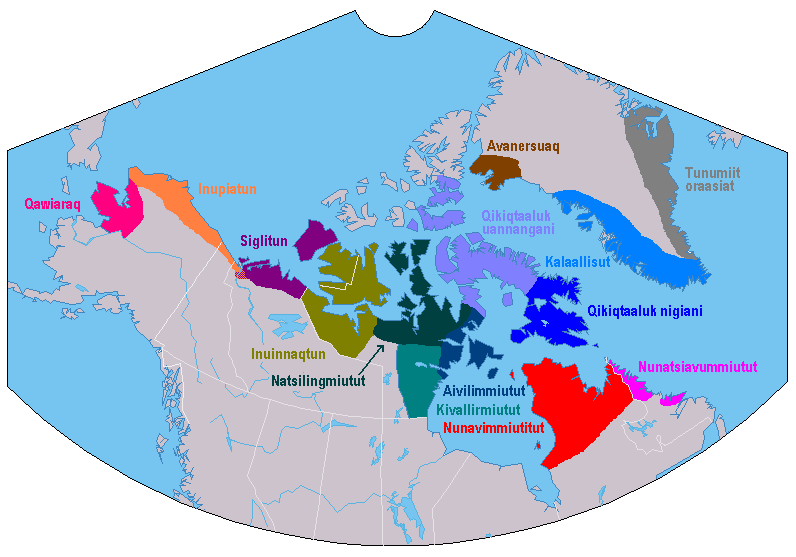
Распространение инуитских языков

Восточно-канадский инуитский язык (восточный инуктитут, восточно-канадский инуит, восточно-канадский инуктитут; Eastern Canadian Inuktitut, Eastern Canadian Inuit, Eastern Canadian Inupik) — один из двух инуитских языков, распространённых на территории Канады.
Включает следующие наречия (с запада на восток):
- иглуликское наречие (айвилик-севернобаффиново)
  - айвиликский диалект (айвилингмиут(ут))
  - собственно иглуликский диалект — п-ов Мелвилл
  - северно-баффинов диалект (норт-баффин) — северо-запад Баффиновой Земли и острова к северу от неё
- южнобаффиново наречие
- квебекское наречие (нунавиммиутитут) — 11 тыс. чел., Нунавик (Квебек)
- лабрадорское наречие (нунатсиавуммиутут) — 550 чел., Нунатсиавут (Ньюфаундленд и Лабрадор)